# Maurice Loustau-Lalanne
Maurice Jean Leonard Loustau-Lalanne (1955) is een Seychels politicus. Hij was minister van Toerisme tussen 2016 en 2018 en minister van Financiën tussen 2018 en 2020. Als minister van Financiën werd hij opgevolgd door de econoom Naadir Hassan. Loustau-Lalanne begon zijn carrière in de burgerluchtvaart en was voorzitter van het Seychelse toerismebureau.